# Listă de filme americane din 2013
Aceasta este o listă de filme americane din 2013:
- 12 ani de sclavie (12 Years a Slave), regia Steve McQueen
- After Earth sau 1.000 post Terra, regia M. Night Shyamalan
- Aici și Acum (The Spectacular Now), regia James Ponsoldt
- În compania răzbunării (Blood of Redemption), regia Giorgio Serafini și Shawn Sourgose